# 湖泊列表

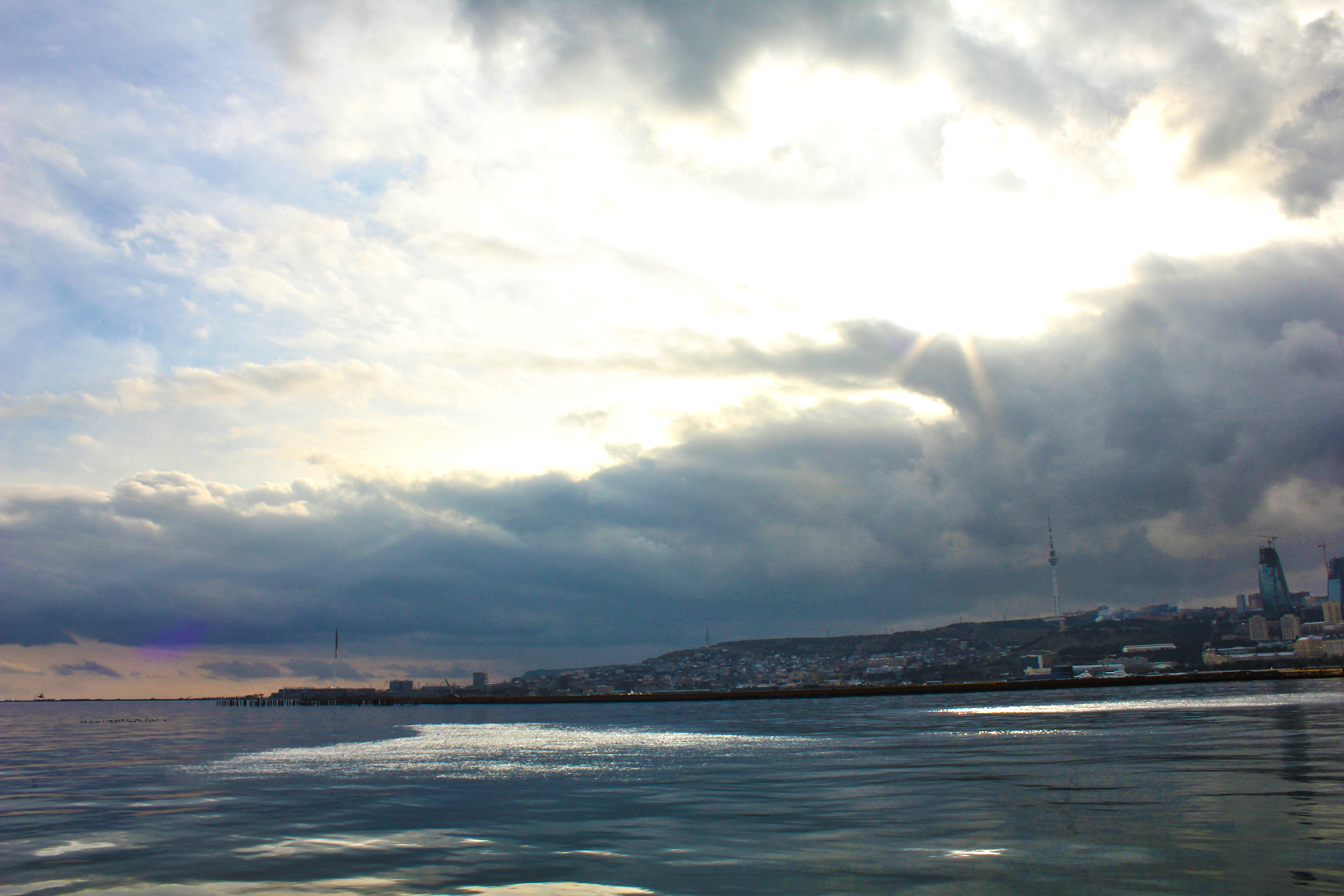
世界最大的湖泊——裏海湖岸

湖泊列表將湖泊分到各大洲表列展示。

## 非洲湖泊列表
- 維多利亞湖，非洲第一大湖，世界第二大淡水湖。
- 坦干依喀湖，世界第二深湖。
- 塔納湖，非洲最高湖。
- 乍得湖，内陆盆地最大湖泊。
- 马拉维湖，非洲有涨潮和落潮的湖泊。

## 南極洲湖泊列表
- 維達湖
- 沃斯托克湖，是世界最大的冰下湖。
- 弗里克塞尔湖，長4.5公里，在維多利亞地的泰勒谷下端，加拿大冰川和聯邦冰川之間。

## 亚洲湖泊列表
- 贝加尔湖，世界最深的湖，水量最多的淡水湖，位于俄罗斯的西伯利亚中南部。
- 裏海，咸水湖，世界面积最大的湖，位于亚欧分界处。
- 巴尔喀什湖，位于中亚的哈萨克斯坦境内，湖水一半淡一半咸。
- 鹹海，咸水湖，原湖面大部已经干涸，位于中亚。
- 烏布蘇湖，咸水湖，位于蒙古西北靠近俄蒙交界处。
- 兴凯湖，淡水湖，位于中国东北与俄罗斯交界处。
- 青海湖，咸水湖，位于青藏高原。
- 纳木错，咸水湖，位于青藏高原。
- 太湖，淡水湖，位于长江下游的平原。
- 洞里萨湖，淡水湖，位于中南半島上柬埔寨西部。
- 船灣淡水湖，淡水湖，位于香港東北部。

## 欧洲湖泊列表
- 拉多加湖，位于俄罗斯靠近芬兰的西北部。
- 奥涅加湖，拉多加湖附近，东北方向上。

## 北美洲湖泊列表
- 大熊湖、大奴湖，淡水湖，位于加拿大境内馬更些河流域。

### 五大湖
这几个湖位于北美东部美国和加拿大交界处，水流注入圣劳伦斯河，由西向东为：
- 苏必利尔湖
- 密歇根湖，完全位于美国境内。
- 休伦湖
- 伊利湖
- 安大略湖

## 南美洲湖泊列表
- 馬拉開波湖，南部水体为淡水，北部为咸水，位于委内瑞拉西北沿海地区。
- 的的喀喀湖，淡水湖，位于秘鲁与玻利维亚交界的安第斯山脉中。

## 大洋洲湖泊列表
- 艾爾湖，位于澳大利亚中部盆地，时令湖。